# Férfi röplabdatorna a 2017. évi nyári európai ifjúsági olimpiai fesztiválon
A 2017. évi nyári európai ifjúsági olimpiai fesztiválon a férfi röplabdamérkőzéseket július 24. és 29. között rendezték Győrben, a Széchenyi István Egyetem sportcsarnokában.

## Érmesek
| A 2017. évi nyári európai ifjúsági olimpiai fesztivál érmesei férfi röplabdában | A 2017. évi nyári európai ifjúsági olimpiai fesztivál érmesei férfi röplabdában | A 2017. évi nyári európai ifjúsági olimpiai fesztivál érmesei férfi röplabdában | A 2017. évi nyári európai ifjúsági olimpiai fesztivál érmesei férfi röplabdában |
| ------------------------------------------------------------------------------- | ------------------------------------------------------------------------------- | ------------------------------------------------------------------------------- | ------------------------------------------------------------------------------- |
| Arany                                                                           | Ezüst                                                                           | Bronz                                                                           |                                                                                 |
| Olaszország ·                                                                   | Franciaország ·                                                                 | Oroszország ·                                                                   |                                                                                 |

## Csoportkör

### A csoport
|               |      | Mérkőzések | Mérkőzések | Szettek | Szettek | Szettek | Pontok | Pontok | Pontok |
| Csapat        | Pont | Gy         | V          | Sz+     | Sz–     | SzA     | P+     | P–     | PA     |
| ------------- | ---- | ---------- | ---------- | ------- | ------- | ------- | ------ | ------ | ------ |
| Oroszország   | 9    | 3          | 0          | 9       | 0       | Max.    | 227    | 169    | 1.343  |
| Csehország    | 5    | 2          | 1          | 6       | 5       | 1.200   | 244    | 244    | 1.000  |
| Lengyelország | 4    | 1          | 2          | 5       | 6       | 0.833   | 246    | 241    | 1.020  |
| Magyarország  | 0    | 0          | 3          | 0       | 9       | 0.000   | 162    | 226    | 0.721  |

| 2017. július 24. 11:30 | Csehország                                      | 3–2 | Lengyelország | Széchenyi István Egyetem, Győr, Magyarország Nézőszám: 150 Játékvezető: Ramazan Cevik, Giannia Bartolini |
| 2017. július 24. 11:30 | (21–25, 21–25, 25–20, 25–23, 17–15) Jegyzőkönyv |     |               | Széchenyi István Egyetem, Győr, Magyarország Nézőszám: 150 Játékvezető: Ramazan Cevik, Giannia Bartolini |

| 2017. július 24. 16:30 | Magyarország                      | 0–3 | Oroszország | Széchenyi István Egyetem, Győr, Magyarország Nézőszám: 550 Játékvezető: Paul Herbots, Alina Felicia Suciu |
| 2017. július 24. 16:30 | (18–25, 18–25, 11–25) Jegyzőkönyv |     |             | Széchenyi István Egyetem, Győr, Magyarország Nézőszám: 550 Játékvezető: Paul Herbots, Alina Felicia Suciu |

| 2017. július 25. 11:30 | Lengyelország                     | 0–3 | Oroszország | Széchenyi István Egyetem, Győr, Magyarország Nézőszám: 70 Játékvezető: Gianni Bartolini, Paul Herbots |
| 2017. július 25. 11:30 | (18–25, 25–27, 20–25) Jegyzőkönyv |     |             | Széchenyi István Egyetem, Győr, Magyarország Nézőszám: 70 Játékvezető: Gianni Bartolini, Paul Herbots |

| 2017. július 25. 16:30 | Csehország                        | 3–0 | Magyarország | Széchenyi István Egyetem, Győr, Magyarország Nézőszám: 480 Játékvezető: Alina Felicia Suciu, Ramazan Cevik |
| 2017. július 25. 16:30 | (25–18, 25–19, 26–24) Jegyzőkönyv |     |              | Széchenyi István Egyetem, Győr, Magyarország Nézőszám: 480 Játékvezető: Alina Felicia Suciu, Ramazan Cevik |

| 2017. július 26. 11:30 | Oroszország                       | 3–0 | Csehország | Széchenyi István Egyetem, Győr, Magyarország Nézőszám: 70 Játékvezető: Gianni Bartolini, Alina Felicia Suciu |
| 2017. július 26. 11:30 | (25–18, 25–23, 25–18) Jegyzőkönyv |     |            | Széchenyi István Egyetem, Győr, Magyarország Nézőszám: 70 Játékvezető: Gianni Bartolini, Alina Felicia Suciu |

| 2017. július 26. 16:30 | Lengyelország                     | 3–0 | Magyarország | Széchenyi István Egyetem, Győr, Magyarország Nézőszám: 460 Játékvezető: Paul Herbots, Marko Seifried |
| 2017. július 26. 16:30 | (25–19, 25–20, 25–16) Jegyzőkönyv |     |              | Széchenyi István Egyetem, Győr, Magyarország Nézőszám: 460 Játékvezető: Paul Herbots, Marko Seifried |

### B csoport
|               |      | Mérkőzések | Mérkőzések | Szettek | Szettek | Szettek | Pontok | Pontok | Pontok |
| Csapat        | Pont | Gy         | V          | Sz+     | Sz–     | SzA     | P+     | P–     | PA     |
| ------------- | ---- | ---------- | ---------- | ------- | ------- | ------- | ------ | ------ | ------ |
| Franciaország | 9    | 3          | 0          | 9       | 1       | 9.000   | 243    | 210    | 1.157  |
| Olaszország   | 5    | 2          | 1          | 6       | 6       | 1.000   | 263    | 251    | 1.047  |
| Belgium       | 4    | 1          | 2          | 6       | 6       | 1.000   | 254    | 260    | 0.976  |
| Törökország   | 0    | 0          | 3          | 1       | 9       | 0.111   | 208    | 247    | 0.842  |

| 2017. július 24. 14:00 | Franciaország                     | 3–0 | Törökország | Széchenyi István Egyetem, Győr, Magyarország Nézőszám: 100 Játékvezető: Alexander Tubylov, Roman Marschner |
| 2017. július 24. 14:00 | (25–23, 25–22, 25–23) Jegyzőkönyv |     |             | Széchenyi István Egyetem, Győr, Magyarország Nézőszám: 100 Játékvezető: Alexander Tubylov, Roman Marschner |

| 2017. július 24. 19:00 | Belgium                                        | 2–3 | Olaszország | Széchenyi István Egyetem, Győr, Magyarország Nézőszám: 200 Játékvezető: Szabó Péter, Marcin Walerzak |
| 2017. július 24. 19:00 | (18–25, 25–22, 19–25, 25–20, 9–15) Jegyzőkönyv |     |             | Széchenyi István Egyetem, Győr, Magyarország Nézőszám: 200 Játékvezető: Szabó Péter, Marcin Walerzak |

| 2017. július 25. 14:00 | Törökország                              | 1–3 | Olaszország | Széchenyi István Egyetem, Győr, Magyarország Nézőszám: 70 Játékvezető: Marcin Walerzak, Alexander Tubylov |
| 2017. július 25. 14:00 | (18–25, 13–25, 25–21, 24–26) Jegyzőkönyv |     |             | Széchenyi István Egyetem, Győr, Magyarország Nézőszám: 70 Játékvezető: Marcin Walerzak, Alexander Tubylov |

| 2017. július 25. 19:00 | Franciaország                            | 3–1 | Belgium | Széchenyi István Egyetem, Győr, Magyarország Nézőszám: 230 Játékvezető: Roman Marschner, Szabó Péter |
| 2017. július 25. 19:00 | (25–20, 18–25, 25–16, 25–22) Jegyzőkönyv |     |         | Széchenyi István Egyetem, Győr, Magyarország Nézőszám: 230 Játékvezető: Roman Marschner, Szabó Péter |

| 2017. július 26. 14:00 | Olaszország                       | 0–3 | Franciaország | Széchenyi István Egyetem, Győr, Magyarország Nézőszám: 110 Játékvezető: Szabó Péter, Roman Marschner |
| 2017. július 26. 14:00 | (20–25, 20–25, 19–25) Jegyzőkönyv |     |               | Széchenyi István Egyetem, Győr, Magyarország Nézőszám: 110 Játékvezető: Szabó Péter, Roman Marschner |

| 2017. július 26. 19:00 | Törökország                       | 0–3 | Belgium | Széchenyi István Egyetem, Győr, Magyarország Nézőszám: 150 Játékvezető: Halász Tibor, Alexander Tubylov |
| 2017. július 26. 19:00 | (21–25, 20–25, 19–25) Jegyzőkönyv |     |         | Széchenyi István Egyetem, Győr, Magyarország Nézőszám: 150 Játékvezető: Halász Tibor, Alexander Tubylov |

## Az 5–8. helyért
| 2017. július 28. 11:30 | Lengyelország                       | 2–3 | Törökország | Széchenyi István Egyetem, Győr, Magyarország Nézőszám: 150 |
| 2017. július 28. 11:30 | (25–13, 21–25, 24–26, 25–23, 11–15) |     |             | Széchenyi István Egyetem, Győr, Magyarország Nézőszám: 150 |

| 2017. július 28. 14:00 | Magyarország                 | 1–3 | Belgium | Széchenyi István Egyetem, Győr, Magyarország Nézőszám: 320 |
| 2017. július 28. 14:00 | (25–21, 24–26, 20–25, 18–25) |     |         | Széchenyi István Egyetem, Győr, Magyarország Nézőszám: 320 |

### A 7. helyért
| 2017. július 29. 9:00 | Lengyelország         | 3–0 | Magyarország | Széchenyi István Egyetem, Győr, Magyarország Nézőszám: 175 |
| 2017. július 29. 9:00 | (25–15, 25–18, 25–17) |     |              | Széchenyi István Egyetem, Győr, Magyarország Nézőszám: 175 |

### Az 5. helyért
| 2017. július 29. 11:30 | Törökország                         | 3–2 | Belgium | Széchenyi István Egyetem, Győr, Magyarország Nézőszám: 120 |
| 2017. július 29. 11:30 | (20–25, 25–21, 25–17, 18–25, 15–11) |     |         | Széchenyi István Egyetem, Győr, Magyarország Nézőszám: 120 |

## Elődöntők
| 2017. július 28. 16:30 | Oroszország                         | 2–3 | Olaszország | Széchenyi István Egyetem, Győr, Magyarország Nézőszám: 450 |
| 2017. július 28. 16:30 | (16–25, 21–25, 25–15, 27–25, 13–15) |     |             | Széchenyi István Egyetem, Győr, Magyarország Nézőszám: 450 |

| 2017. július 28. 19:00 | Franciaország         | 3–0 | Csehország | Széchenyi István Egyetem, Győr, Magyarország Nézőszám: 400 |
| 2017. július 28. 19:00 | (25–21, 25–15, 25–20) |     |            | Széchenyi István Egyetem, Győr, Magyarország Nézőszám: 400 |

## Bronzmérkőzés
| 2017. július 29. 14:00 | Oroszország           | 3–0 | Csehország | Széchenyi István Egyetem, Győr, Magyarország Nézőszám: 200 |
| 2017. július 29. 14:00 | (25–16, 25–15, 25–14) |     |            | Széchenyi István Egyetem, Győr, Magyarország Nézőszám: 200 |

## Döntő
| 2017. július 29. 16:30 | Olaszország                  | 3–1 | Franciaország | Széchenyi István Egyetem, Győr, Magyarország Nézőszám: 700 |
| 2017. július 29. 16:30 | (25–21, 26–24, 16–25, 25–21) |     |               | Széchenyi István Egyetem, Győr, Magyarország Nézőszám: 700 |

## Végeredmény
| Arany | Olaszország   |  |  |  |  |  |  |  |  |  |  |  |  |  |
| Ezüst | Franciaország |  |  |  |  |  |  |  |  |  |  |  |  |  |
| Bronz | Oroszország   |  |  |  |  |  |  |  |  |  |  |  |  |  |
| 4.    | Csehország    |  |  |  |  |  |  |  |  |  |  |  |  |  |
|       |               |  |  |  |  |  |  |  |  |  |  |  |  |  |
| 5.    | Törökország   |  |  |  |  |  |  |  |  |  |  |  |  |  |
| 6.    | Belgium       |  |  |  |  |  |  |  |  |  |  |  |  |  |
| 7.    | Lengyelország |  |  |  |  |  |  |  |  |  |  |  |  |  |
| 8.    | Magyarország  |  |  |  |  |  |  |  |  |  |  |  |  |  |